# Ludwik Praschma
Ludwik hrabia Praschma baron na Bilkau, niem. Ludwig Graf Praschma Freiherr von Bilkau (1790–1830) – młodszy syn Jana Nepomucena II i Marianny Karoliny von Zierotin-Lilgenau, urodzony 29 lipca 1790 r. w Niemodlinie. Odziedziczył w 1822 r. w wyniku podziału spadku po ojcu, państwo stanowe Tułowice (Herrschaft Tillowitz). Jego starszy brat odziedziczył państwo stanowe Niemodlin (Herrschaft Falkenberg). 
Jego pierwszą żoną była Therese Fünfkirchen (urodziła się 27 kwietnia 1799 r. w Wiedniu, zmarła 20 listopada 1824 r. w miejscowości Lösch koło Brna na Morawach), jej imieniem została nazwana huta, funkcjonująca w dzisiejszych Tułowicach Małych (Theresienhütte, wcześniej Asche). Imieniem drugiej żony Wilhelminy Würmbrandt, którą poślubił po śmierci pierwszej żony Teresy w 1824 r., nazwał drugą hutę (Wilhelminenhütte) wybudowaną w 1826 r., na terenie dawnego młyna wodnego w Wydrowicach. Przy pomocy sprowadzonego z Mediolanu architekta, przebudował pałac w Tułowicach, powiększając go trzykrotnie. Przecenił jednak swoje finansowe możliwości i jego dobra zostały objęte zarządem komisarycznym, a następnie wystawione na licytację. Zmarł bezpotomnie 18 sierpnia 1830 r. w Wiedniu, w wieku 40 lat. Dobra tułowickie nabył 1 lipca 1835 r. hrabia Ernst Frankenberg-Ludwigsdorf (1800–1855).